# París-Niza 2011
La 69ª edición de la París-Niza se disputó entre el 6 y el 13 de marzo de 2011, con un total de 1307 km. 
Formó parte del UCI WorldTour 2011.
Como novedad no comenzó con una prólogo, como venía siendo habitual desde los últimos 15 años, sino con una etapa en línea.
El ganador final fue Tony Martin tras vencer la etapa contrarreloj con una amplia diferencia. Le acompañaron en el podio Andreas Klöden y Bradley Wiggins, respectivamente, coincidiendo con los tres primeros puestos de dicha contrarreloj.
En las clasificaciones secundarias se impusieron Heinrich Haussler (puntos), Rémi Pauriol (montaña), Rein Taaramäe (jóvenes) y RadioShack (equipos).

## Equipos participantes
Tomaron parte en la carrera 22 equipos: todos los de categoría UCI ProTour (al ser obligada su participación); más 4 franceses de categoría Profesional Continental mediante invitación de la organización (Bretagne-Schuller, Cofidis, le Crédit en Ligne, FDJ y Team Europcar). Formando así un pelotón de 176 ciclistas, con 8 corredores cada equipo, de los que acabaron 89. Los equipos participantes fueron:
| ProTeams (18)- Ag2r La Mondiale - Astana - BMC Racing Team - Euskaltel-Euskadi - Garmin-Cervélo - HTC-Highroad - Katusha - Lampre-ISD - Leopard-Trek - Liquigas-Cannondale - Movistar Team - Omega Pharma-Lotto - Quick Step Cycling Team - Rabobank - Team RadioShack - Saxo Bank-Sungard - Sky ProCycling - Vacansoleil-DCM Equipos continentales profesionales (4)- Bretagne-Schuller - Cofidis, le Crédit en Ligne - Team Europcar - FDJ |
| |

## Etapas
La París-Niza 2011 constó de ocho etapas, repartidas en cuatro etapas llanas, tres de media montaña y una contrarreloj individual para un recorrido total de 1305,5 kilómetros.
| Etapa     | Fecha     | Recorrido                                        | type                    | Distancia (km) | Ganador           | Líder           |
| --------- | --------- | ------------------------------------------------ | ----------------------- | -------------- | ----------------- | --------------- |
| 1.ª etapa | 6 de mar  | Houdan – Houdan                                  | etapa llana             | 154,5          | Thomas de Gendt   | Thomas de Gendt |
| 2.ª etapa | 7 de mar  | Montfort-l'Amaury – Amilly                       | etapa llana             | 199            | Gregory Henderson | Thomas de Gendt |
| 3.ª etapa | 8 de mar  | Cosne-Cours-sur-Loire – Nuits-Saint-Georges      | etapa escarpada         | 202            | Matthew Goss      | Matthew Goss    |
| 4.ª etapa | 9 de mar  | Crêches-sur-Saône – Belleville                   | etapa escarpada         | 191            | Thomas Voeckler   | Thomas de Gendt |
| 5.ª etapa | 10 de mar | Saint-Symphorien-sur-Coise – Vernoux-en-Vivarais | etapa de media montaña  | 193            | Andreas Klöden    | Andreas Klöden  |
| 6.ª etapa | 11 de mar | Rognes – Aix-en-Provence                         | contrarreloj individual | 27             | Tony Martin       | Tony Martin     |
| 7.ª etapa | 12 de mar | Brignoles – Biot                                 | etapa de media montaña  | 215            | Rémy Di Gregorio  | Tony Martin     |
| 8.ª etapa | 13 de mar | Niza – Niza                                      | etapa de media montaña  | 124            | Thomas Voeckler   | Tony Martin     |

## Desarrollo de la carrera

### Etapa 1
| Houdan - Houdan | etapa llana | (154,5 km) |

| \| Clasificación de la etapa \| Clasificación de la etapa \| Clasificación de la etapa \| Clasificación de la etapa \| Clasificación de la etapa \| \| Ciclista \| Ciclista \| Equipo \| Tiempo \| \| \| ------------------------- \| ------------------------- \| ------------------------- \| ------------------------- \| ------------------------- \| \| 1.º \| Thomas de Gendt \| Vacansoleil-DCM \| 4 h 05 min 06 s \| \| \| 2.º \| Jérémy Roy \| FDJ \| + 0 s \| \| \| 3.º \| Heinrich Haussler \| Garmin-Cervélo \| + 0 s \| \| \| 4.º \| Peter Sagan \| Liquigas-Cannondale \| + 0 s \| \| \| 5.º \| Gregory Henderson \| Team Sky \| + 0 s \| \| \| 6.º \| Jens Voigt \| Leopard-Trek \| + 0 s \| \| \| 7.º \| Wouter Weylandt \| Leopard-Trek \| + 0 s \| \| \| 8.º \| Danilo Wyss \| BMC Racing Team \| + 0 s \| \| \| 9.º \| Romain Feillu \| Vacansoleil-DCM \| + 0 s \| \| \| 10.º \| Gert Steegmans \| Quick Step \| + 0 s \| \| |                   |                     |                 |
| |                   |                     |                 |
| |                   |                     |                 |
| Clasificación de la etapa |                   |                     |                 |
| Ciclista | Ciclista          | Equipo              | Tiempo          |
| 1.º | Thomas de Gendt   | Vacansoleil-DCM     | 4 h 05 min 06 s |
| 2.º | Jérémy Roy        | FDJ                 | + 0 s           |
| 3.º | Heinrich Haussler | Garmin-Cervélo      | + 0 s           |
| 4.º | Peter Sagan       | Liquigas-Cannondale | + 0 s           |
| 5.º | Gregory Henderson | Team Sky            | + 0 s           |
| 6.º | Jens Voigt        | Leopard-Trek        | + 0 s           |
| 7.º | Wouter Weylandt   | Leopard-Trek        | + 0 s           |
| 8.º | Danilo Wyss       | BMC Racing Team     | + 0 s           |
| 9.º | Romain Feillu     | Vacansoleil-DCM     | + 0 s           |
| 10.º | Gert Steegmans    | Quick Step          | + 0 s           |

| \| Clasificación general \| Clasificación general \| Clasificación general \| Clasificación general \| Clasificación general \| \| Ciclista \| Ciclista \| Equipo \| Tiempo \| \| \| --------------------- \| --------------------- \| --------------------- \| --------------------- \| --------------------- \| \| 1.º \| Thomas de Gendt \| Vacansoleil-DCM \| 4 h 04 min 53 s \| \| \| 2.º \| Jérémy Roy \| FDJ \| + 6 s \| \| \| 3.º \| Heinrich Haussler \| Garmin-Cervélo \| + 9 s \| \| \| 4.º \| Damien Gaudin \| Team Europcar \| + 10 s \| \| \| 5.º \| Jens Voigt \| Leopard-Trek \| + 11 s \| \| \| 6.º \| Romain Feillu \| Vacansoleil-DCM \| + 12 s \| \| \| 7.º \| Peter Sagan \| Liquigas-Cannondale \| + 13 s \| \| \| 8.º \| Gregory Henderson \| Team Sky \| + 13 s \| \| \| 9.º \| Wouter Weylandt \| Leopard-Trek \| + 13 s \| \| \| 10.º \| Danilo Wyss \| BMC Racing Team \| + 13 s \| \| |                   |                     |                 |
| |                   |                     |                 |
| |                   |                     |                 |
| Clasificación general |                   |                     |                 |
| Ciclista | Ciclista          | Equipo              | Tiempo          |
| 1.º | Thomas de Gendt   | Vacansoleil-DCM     | 4 h 04 min 53 s |
| 2.º | Jérémy Roy        | FDJ                 | + 6 s           |
| 3.º | Heinrich Haussler | Garmin-Cervélo      | + 9 s           |
| 4.º | Damien Gaudin     | Team Europcar       | + 10 s          |
| 5.º | Jens Voigt        | Leopard-Trek        | + 11 s          |
| 6.º | Romain Feillu     | Vacansoleil-DCM     | + 12 s          |
| 7.º | Peter Sagan       | Liquigas-Cannondale | + 13 s          |
| 8.º | Gregory Henderson | Team Sky            | + 13 s          |
| 9.º | Wouter Weylandt   | Leopard-Trek        | + 13 s          |
| 10.º | Danilo Wyss       | BMC Racing Team     | + 13 s          |

### Etapa 2
| Montfort-l'Amaury - Amilly | etapa llana | (199 km) |

| \| Clasificación de la etapa \| Clasificación de la etapa \| Clasificación de la etapa \| Clasificación de la etapa \| Clasificación de la etapa \| \| Ciclista \| Ciclista \| Equipo \| Tiempo \| \| \| ------------------------- \| ------------------------- \| ------------------------- \| ------------------------- \| ------------------------- \| \| 1.º \| Gregory Henderson \| Team Sky \| 5 h 00 min 06 s \| \| \| 2.º \| Matthew Goss \| HTC-Highroad \| + 0 s \| \| \| 3.º \| Denís Galimziánov \| Katusha \| + 0 s \| \| \| 4.º \| Heinrich Haussler \| Garmin-Cervélo \| + 0 s \| \| \| 5.º \| Peter Sagan \| Liquigas-Cannondale \| + 0 s \| \| \| 6.º \| Romain Feillu \| Vacansoleil-DCM \| + 0 s \| \| \| 7.º \| Jürgen Roelandts \| Omega Pharma-Lotto \| + 0 s \| \| \| 8.º \| José Joaquín Rojas \| Movistar Team \| + 0 s \| \| \| 9.º \| Tomas Vaitkus \| Astana \| + 0 s \| \| \| 10.º \| Danilo Wyss \| BMC Racing Team \| + 0 s \| \| |                    |                     |                 |
| |                    |                     |                 |
| |                    |                     |                 |
| Clasificación de la etapa |                    |                     |                 |
| Ciclista | Ciclista           | Equipo              | Tiempo          |
| 1.º | Gregory Henderson  | Team Sky            | 5 h 00 min 06 s |
| 2.º | Matthew Goss       | HTC-Highroad        | + 0 s           |
| 3.º | Denís Galimziánov  | Katusha             | + 0 s           |
| 4.º | Heinrich Haussler  | Garmin-Cervélo      | + 0 s           |
| 5.º | Peter Sagan        | Liquigas-Cannondale | + 0 s           |
| 6.º | Romain Feillu      | Vacansoleil-DCM     | + 0 s           |
| 7.º | Jürgen Roelandts   | Omega Pharma-Lotto  | + 0 s           |
| 8.º | José Joaquín Rojas | Movistar Team       | + 0 s           |
| 9.º | Tomas Vaitkus      | Astana              | + 0 s           |
| 10.º | Danilo Wyss        | BMC Racing Team     | + 0 s           |

| \| Clasificación general \| Clasificación general \| Clasificación general \| Clasificación general \| Clasificación general \| \| Ciclista \| Ciclista \| Equipo \| Tiempo \| \| \| --------------------- \| --------------------- \| --------------------------- \| --------------------- \| --------------------- \| \| 1.º \| Thomas de Gendt \| Vacansoleil-DCM \| 9 h 05 min 48 s \| \| \| 2.º \| Gregory Henderson \| Team Sky \| + 4 s \| \| \| 3.º \| Jérémy Roy \| FDJ \| + 7 s \| \| \| 4.º \| Matthew Goss \| HTC-Highroad \| + 8 s \| \| \| 5.º \| Tony Gallopin \| Cofidis, le Crédit en Ligne \| + 8 s \| \| \| 6.º \| Heinrich Haussler \| Garmin-Cervélo \| + 10 s \| \| \| 7.º \| Denís Galimziánov \| Katusha \| + 10 s \| \| \| 8.º \| Jens Voigt \| Leopard-Trek \| + 12 s \| \| \| 9.º \| Romain Feillu \| Vacansoleil-DCM \| + 13 s \| \| \| 10.º \| Peter Sagan \| Liquigas-Cannondale \| + 14 s \| \| |                   |                             |                 |
| |                   |                             |                 |
| |                   |                             |                 |
| Clasificación general |                   |                             |                 |
| Ciclista | Ciclista          | Equipo                      | Tiempo          |
| 1.º | Thomas de Gendt   | Vacansoleil-DCM             | 9 h 05 min 48 s |
| 2.º | Gregory Henderson | Team Sky                    | + 4 s           |
| 3.º | Jérémy Roy        | FDJ                         | + 7 s           |
| 4.º | Matthew Goss      | HTC-Highroad                | + 8 s           |
| 5.º | Tony Gallopin     | Cofidis, le Crédit en Ligne | + 8 s           |
| 6.º | Heinrich Haussler | Garmin-Cervélo              | + 10 s          |
| 7.º | Denís Galimziánov | Katusha                     | + 10 s          |
| 8.º | Jens Voigt        | Leopard-Trek                | + 12 s          |
| 9.º | Romain Feillu     | Vacansoleil-DCM             | + 13 s          |
| 10.º | Peter Sagan       | Liquigas-Cannondale         | + 14 s          |

### Etapa 3
| Cosne-Cours-sur-Loire - Nuits-Saint-Georges | etapa escarpada | (202 km) |

| \| Clasificación de la etapa \| Clasificación de la etapa \| Clasificación de la etapa \| Clasificación de la etapa \| Clasificación de la etapa \| \| Ciclista \| Ciclista \| Equipo \| Tiempo \| \| \| ------------------------- \| ------------------------- \| ------------------------- \| ------------------------- \| ------------------------- \| \| 1.º \| Matthew Goss \| HTC-Highroad \| 5 h 16 min 48 s \| \| \| 2.º \| Heinrich Haussler \| Garmin-Cervélo \| + 0 s \| \| \| 3.º \| Denís Galimziánov \| Katusha \| + 0 s \| \| \| 4.º \| José Joaquín Rojas \| Movistar Team \| + 0 s \| \| \| 5.º \| Geraint Thomas \| Team Sky \| + 0 s \| \| \| 6.º \| Gregory Henderson \| Team Sky \| + 0 s \| \| \| 7.º \| Anthony Ravard \| AG2R La Mondiale \| + 0 s \| \| \| 8.º \| Francesco Gavazzi \| Lampre-ISD \| + 0 s \| \| \| 9.º \| Romain Feillu \| Vacansoleil-DCM \| + 0 s \| \| \| 10.º \| Valerio Agnoli \| Liquigas-Cannondale \| + 0 s \| \| |                    |                     |                 |
| |                    |                     |                 |
| |                    |                     |                 |
| Clasificación de la etapa |                    |                     |                 |
| Ciclista | Ciclista           | Equipo              | Tiempo          |
| 1.º | Matthew Goss       | HTC-Highroad        | 5 h 16 min 48 s |
| 2.º | Heinrich Haussler  | Garmin-Cervélo      | + 0 s           |
| 3.º | Denís Galimziánov  | Katusha             | + 0 s           |
| 4.º | José Joaquín Rojas | Movistar Team       | + 0 s           |
| 5.º | Geraint Thomas     | Team Sky            | + 0 s           |
| 6.º | Gregory Henderson  | Team Sky            | + 0 s           |
| 7.º | Anthony Ravard     | AG2R La Mondiale    | + 0 s           |
| 8.º | Francesco Gavazzi  | Lampre-ISD          | + 0 s           |
| 9.º | Romain Feillu      | Vacansoleil-DCM     | + 0 s           |
| 10.º | Valerio Agnoli     | Liquigas-Cannondale | + 0 s           |

| \| Clasificación general \| Clasificación general \| Clasificación general \| Clasificación general \| Clasificación general \| \| Ciclista \| Ciclista \| Equipo \| Tiempo \| \| \| --------------------- \| --------------------- \| --------------------------- \| --------------------- \| --------------------- \| \| 1.º \| Matthew Goss \| HTC-Highroad \| 14 h 22 min 34 s \| \| \| 2.º \| Thomas de Gendt \| Vacansoleil-DCM \| + 2 s \| \| \| 3.º \| Heinrich Haussler \| Garmin-Cervélo \| + 6 s \| \| \| 4.º \| Gregory Henderson \| Team Sky \| + 6 s \| \| \| 5.º \| Denís Galimziánov \| Katusha \| + 8 s \| \| \| 6.º \| Jérémy Roy \| FDJ \| + 9 s \| \| \| 7.º \| Tony Gallopin \| Cofidis, le Crédit en Ligne \| + 10 s \| \| \| 8.º \| Cyril Gautier \| Team Europcar \| + 11 s \| \| \| 9.º \| Cédric Pineau \| FDJ \| + 11 s \| \| \| 10.º \| Jens Voigt \| Leopard-Trek \| + 14 s \| \| |                   |                             |                  |
| |                   |                             |                  |
| |                   |                             |                  |
| Clasificación general |                   |                             |                  |
| Ciclista | Ciclista          | Equipo                      | Tiempo           |
| 1.º | Matthew Goss      | HTC-Highroad                | 14 h 22 min 34 s |
| 2.º | Thomas de Gendt   | Vacansoleil-DCM             | + 2 s            |
| 3.º | Heinrich Haussler | Garmin-Cervélo              | + 6 s            |
| 4.º | Gregory Henderson | Team Sky                    | + 6 s            |
| 5.º | Denís Galimziánov | Katusha                     | + 8 s            |
| 6.º | Jérémy Roy        | FDJ                         | + 9 s            |
| 7.º | Tony Gallopin     | Cofidis, le Crédit en Ligne | + 10 s           |
| 8.º | Cyril Gautier     | Team Europcar               | + 11 s           |
| 9.º | Cédric Pineau     | FDJ                         | + 11 s           |
| 10.º | Jens Voigt        | Leopard-Trek                | + 14 s           |

### Etapa 4
| Crêches-sur-Saône - Belleville | etapa escarpada | (191 km) |

| \| Clasificación de la etapa \| Clasificación de la etapa \| Clasificación de la etapa \| Clasificación de la etapa \| Clasificación de la etapa \| \| Ciclista \| Ciclista \| Equipo \| Tiempo \| \| \| ------------------------- \| ------------------------- \| --------------------------- \| ------------------------- \| ------------------------- \| \| 1.º \| Thomas Voeckler \| Team Europcar \| 5 h 04 min 20 s \| \| \| 2.º \| Rémi Pauriol \| FDJ \| + 0 s \| \| \| 3.º \| Thomas de Gendt \| Vacansoleil-DCM \| + 0 s \| \| \| 4.º \| Rémy Di Gregorio \| Astana \| + 0 s \| \| \| 5.º \| Heinrich Haussler \| Garmin-Cervélo \| + 13 s \| \| \| 6.º \| Peter Sagan \| Liquigas-Cannondale \| + 13 s \| \| \| 7.º \| Romain Feillu \| Vacansoleil-DCM \| + 13 s \| \| \| 8.º \| Samuel Dumoulin \| Cofidis, le Crédit en Ligne \| + 13 s \| \| \| 9.º \| Grega Bole \| Lampre-ISD \| + 13 s \| \| \| 10.º \| Danilo Wyss \| BMC Racing Team \| + 13 s \| \| |                   |                             |                 |
| |                   |                             |                 |
| |                   |                             |                 |
| Clasificación de la etapa |                   |                             |                 |
| Ciclista | Ciclista          | Equipo                      | Tiempo          |
| 1.º | Thomas Voeckler   | Team Europcar               | 5 h 04 min 20 s |
| 2.º | Rémi Pauriol      | FDJ                         | + 0 s           |
| 3.º | Thomas de Gendt   | Vacansoleil-DCM             | + 0 s           |
| 4.º | Rémy Di Gregorio  | Astana                      | + 0 s           |
| 5.º | Heinrich Haussler | Garmin-Cervélo              | + 13 s          |
| 6.º | Peter Sagan       | Liquigas-Cannondale         | + 13 s          |
| 7.º | Romain Feillu     | Vacansoleil-DCM             | + 13 s          |
| 8.º | Samuel Dumoulin   | Cofidis, le Crédit en Ligne | + 13 s          |
| 9.º | Grega Bole        | Lampre-ISD                  | + 13 s          |
| 10.º | Danilo Wyss       | BMC Racing Team             | + 13 s          |

| \| Clasificación general \| Clasificación general \| Clasificación general \| Clasificación general \| Clasificación general \| \| Ciclista \| Ciclista \| Equipo \| Tiempo \| \| \| --------------------- \| --------------------- \| --------------------------- \| --------------------- \| --------------------- \| \| 1.º \| Thomas de Gendt \| Vacansoleil-DCM \| 19 h 26 min 46 s \| \| \| 2.º \| Thomas Voeckler \| Team Europcar \| + 10 s \| \| \| 3.º \| Rémi Pauriol \| FDJ \| + 16 s \| \| \| 4.º \| Matthew Goss \| HTC-Highroad \| + 21 s \| \| \| 5.º \| Rémy Di Gregorio \| Astana \| + 24 s \| \| \| 6.º \| Heinrich Haussler \| Garmin-Cervélo \| + 27 s \| \| \| 7.º \| Jérémy Roy \| FDJ \| + 30 s \| \| \| 8.º \| Tony Gallopin \| Cofidis, le Crédit en Ligne \| + 31 s \| \| \| 9.º \| Cyril Gautier \| Team Europcar \| + 32 s \| \| \| 10.º \| Jens Voigt \| Leopard-Trek \| + 35 s \| \| |                   |                             |                  |
| |                   |                             |                  |
| |                   |                             |                  |
| Clasificación general |                   |                             |                  |
| Ciclista | Ciclista          | Equipo                      | Tiempo           |
| 1.º | Thomas de Gendt   | Vacansoleil-DCM             | 19 h 26 min 46 s |
| 2.º | Thomas Voeckler   | Team Europcar               | + 10 s           |
| 3.º | Rémi Pauriol      | FDJ                         | + 16 s           |
| 4.º | Matthew Goss      | HTC-Highroad                | + 21 s           |
| 5.º | Rémy Di Gregorio  | Astana                      | + 24 s           |
| 6.º | Heinrich Haussler | Garmin-Cervélo              | + 27 s           |
| 7.º | Jérémy Roy        | FDJ                         | + 30 s           |
| 8.º | Tony Gallopin     | Cofidis, le Crédit en Ligne | + 31 s           |
| 9.º | Cyril Gautier     | Team Europcar               | + 32 s           |
| 10.º | Jens Voigt        | Leopard-Trek                | + 35 s           |

### Etapa 5
| Saint-Symphorien-sur-Coise - Vernoux-en-Vivarais | etapa de media montaña | (193 km) |

| \| Clasificación de la etapa \| Clasificación de la etapa \| Clasificación de la etapa \| Clasificación de la etapa \| Clasificación de la etapa \| \| Ciclista \| Ciclista \| Equipo \| Tiempo \| \| \| ------------------------- \| ------------------------- \| --------------------------- \| ------------------------- \| ------------------------- \| \| 1.º \| Andreas Klöden \| Team RadioShack \| 4 h 59 min 00 s \| \| \| 2.º \| Samuel Sánchez \| Euskaltel-Euskadi \| + 0 s \| \| \| 3.º \| Matteo Carrara \| Vacansoleil-DCM \| + 0 s \| \| \| 4.º \| Tony Martin \| HTC-Highroad \| + 0 s \| \| \| 5.º \| Rein Taaramäe \| Cofidis, le Crédit en Ligne \| + 0 s \| \| \| 6.º \| Robert Kiserlovski \| Astana \| + 0 s \| \| \| 7.º \| Janez Brajkovič \| Team RadioShack \| + 0 s \| \| \| 8.º \| Xavi Tondo \| Movistar Team \| + 0 s \| \| \| 9.º \| Luis León Sánchez \| Rabobank \| + 18 s \| \| \| 10.º \| Pierre Rolland \| Team Europcar \| + 19 s \| \| |                    |                             |                 |
| |                    |                             |                 |
| |                    |                             |                 |
| Clasificación de la etapa |                    |                             |                 |
| Ciclista | Ciclista           | Equipo                      | Tiempo          |
| 1.º | Andreas Klöden     | Team RadioShack             | 4 h 59 min 00 s |
| 2.º | Samuel Sánchez     | Euskaltel-Euskadi           | + 0 s           |
| 3.º | Matteo Carrara     | Vacansoleil-DCM             | + 0 s           |
| 4.º | Tony Martin        | HTC-Highroad                | + 0 s           |
| 5.º | Rein Taaramäe      | Cofidis, le Crédit en Ligne | + 0 s           |
| 6.º | Robert Kiserlovski | Astana                      | + 0 s           |
| 7.º | Janez Brajkovič    | Team RadioShack             | + 0 s           |
| 8.º | Xavi Tondo         | Movistar Team               | + 0 s           |
| 9.º | Luis León Sánchez  | Rabobank                    | + 18 s          |
| 10.º | Pierre Rolland     | Team Europcar               | + 19 s          |

| \| Clasificación general \| Clasificación general \| Clasificación general \| Clasificación general \| Clasificación general \| \| Ciclista \| Ciclista \| Equipo \| Tiempo \| \| \| --------------------- \| --------------------- \| --------------------------- \| --------------------- \| --------------------- \| \| 1.º \| Andreas Klöden \| Team RadioShack \| 24 h 26 min 13 s \| \| \| 2.º \| Samuel Sánchez \| Euskaltel-Euskadi \| + 4 s \| \| \| 3.º \| Matteo Carrara \| Vacansoleil-DCM \| + 6 s \| \| \| 4.º \| Tony Martin \| HTC-Highroad \| + 10 s \| \| \| 5.º \| Robert Kiserlovski \| Astana \| + 10 s \| \| \| 6.º \| Janez Brajkovič \| Team RadioShack \| + 10 s \| \| \| 7.º \| Xavi Tondo \| Movistar Team \| + 10 s \| \| \| 8.º \| Rein Taaramäe \| Cofidis, le Crédit en Ligne \| + 10 s \| \| \| 9.º \| Luis León Sánchez \| Rabobank \| + 28 s \| \| \| 10.º \| Roman Kreuziger \| Astana \| + 3 min 29 s \| \| |                    |                             |                  |
| |                    |                             |                  |
| |                    |                             |                  |
| Clasificación general |                    |                             |                  |
| Ciclista | Ciclista           | Equipo                      | Tiempo           |
| 1.º | Andreas Klöden     | Team RadioShack             | 24 h 26 min 13 s |
| 2.º | Samuel Sánchez     | Euskaltel-Euskadi           | + 4 s            |
| 3.º | Matteo Carrara     | Vacansoleil-DCM             | + 6 s            |
| 4.º | Tony Martin        | HTC-Highroad                | + 10 s           |
| 5.º | Robert Kiserlovski | Astana                      | + 10 s           |
| 6.º | Janez Brajkovič    | Team RadioShack             | + 10 s           |
| 7.º | Xavi Tondo         | Movistar Team               | + 10 s           |
| 8.º | Rein Taaramäe      | Cofidis, le Crédit en Ligne | + 10 s           |
| 9.º | Luis León Sánchez  | Rabobank                    | + 28 s           |
| 10.º | Roman Kreuziger    | Astana                      | + 3 min 29 s     |

### Etapa 6
| Rognes - Aix-en-Provence | contrarreloj individual | (27 km) |

| \| Clasificación de la etapa \| Clasificación de la etapa \| Clasificación de la etapa \| Clasificación de la etapa \| Clasificación de la etapa \| \| Ciclista \| Ciclista \| Equipo \| Tiempo \| \| \| ------------------------- \| ------------------------- \| --------------------------- \| ------------------------- \| ------------------------- \| \| 1.º \| Tony Martin \| HTC-Highroad \| 33 min 24 s \| \| \| 2.º \| Bradley Wiggins \| Team Sky \| + 20 s \| \| \| 3.º \| Richie Porte \| Saxo Bank-Sungard \| + 3 min 29 s \| \| \| 4.º \| Andreas Klöden \| Team RadioShack \| + 46 s \| \| \| 5.º \| Jean-Christophe Péraud \| AG2R La Mondiale \| + 55 s \| \| \| 6.º \| Lieuwe Westra \| Vacansoleil-DCM \| + 57 s \| \| \| 7.º \| Andrew Talansky \| Garmin-Cervélo \| + 1 min 05 s \| \| \| 8.º \| Rein Taaramäe \| Cofidis, le Crédit en Ligne \| + 1 min 10 s \| \| \| 9.º \| Levi Leipheimer \| Team RadioShack \| + 1 min 10 s \| \| \| 10.º \| Tejay van Garderen \| HTC-Highroad \| + 1 min 20 s \| \| |                        |                             |              |
| |                        |                             |              |
| |                        |                             |              |
| Clasificación de la etapa |                        |                             |              |
| Ciclista | Ciclista               | Equipo                      | Tiempo       |
| 1.º | Tony Martin            | HTC-Highroad                | 33 min 24 s  |
| 2.º | Bradley Wiggins        | Team Sky                    | + 20 s       |
| 3.º | Richie Porte           | Saxo Bank-Sungard           | + 3 min 29 s |
| 4.º | Andreas Klöden         | Team RadioShack             | + 46 s       |
| 5.º | Jean-Christophe Péraud | AG2R La Mondiale            | + 55 s       |
| 6.º | Lieuwe Westra          | Vacansoleil-DCM             | + 57 s       |
| 7.º | Andrew Talansky        | Garmin-Cervélo              | + 1 min 05 s |
| 8.º | Rein Taaramäe          | Cofidis, le Crédit en Ligne | + 1 min 10 s |
| 9.º | Levi Leipheimer        | Team RadioShack             | + 1 min 10 s |
| 10.º | Tejay van Garderen     | HTC-Highroad                | + 1 min 20 s |

| \| Clasificación general \| Clasificación general \| Clasificación general \| Clasificación general \| Clasificación general \| \| Ciclista \| Ciclista \| Equipo \| Tiempo \| \| \| --------------------- \| ---------------------- \| --------------------------- \| --------------------- \| --------------------- \| \| 1.º \| Tony Martin \| HTC-Highroad \| 24 h 59 min 47 s \| \| \| 2.º \| Andreas Klöden \| Team RadioShack \| + 36 s \| \| \| 3.º \| Bradley Wiggins \| Team Sky \| + 1 min 09 s \| \| \| 4.º \| Rein Taaramäe \| Cofidis, le Crédit en Ligne \| + 1 min 10 s \| \| \| 5.º \| Jean-Christophe Péraud \| AG2R La Mondiale \| + 1 min 14 s \| \| \| 6.º \| Levi Leipheimer \| Team RadioShack \| + 1 min 20 s \| \| \| 7.º \| Janez Brajkovič \| Team RadioShack \| + 1 min 32 s \| \| \| 8.º \| Samuel Sánchez \| Euskaltel-Euskadi \| + 1 min 37 s \| \| \| 9.º \| Xavi Tondo \| Movistar Team \| + 1 min 51 s \| \| \| 10.º \| Bauke Mollema \| Rabobank \| + 1 min 57 s \| \| |                        |                             |                  |
| |                        |                             |                  |
| |                        |                             |                  |
| Clasificación general |                        |                             |                  |
| Ciclista | Ciclista               | Equipo                      | Tiempo           |
| 1.º | Tony Martin            | HTC-Highroad                | 24 h 59 min 47 s |
| 2.º | Andreas Klöden         | Team RadioShack             | + 36 s           |
| 3.º | Bradley Wiggins        | Team Sky                    | + 1 min 09 s     |
| 4.º | Rein Taaramäe          | Cofidis, le Crédit en Ligne | + 1 min 10 s     |
| 5.º | Jean-Christophe Péraud | AG2R La Mondiale            | + 1 min 14 s     |
| 6.º | Levi Leipheimer        | Team RadioShack             | + 1 min 20 s     |
| 7.º | Janez Brajkovič        | Team RadioShack             | + 1 min 32 s     |
| 8.º | Samuel Sánchez         | Euskaltel-Euskadi           | + 1 min 37 s     |
| 9.º | Xavi Tondo             | Movistar Team               | + 1 min 51 s     |
| 10.º | Bauke Mollema          | Rabobank                    | + 1 min 57 s     |

### Etapa 7
| Brignoles - Biot | etapa de media montaña | (215 km) |

| \| Clasificación de la etapa \| Clasificación de la etapa \| Clasificación de la etapa \| Clasificación de la etapa \| Clasificación de la etapa \| \| Ciclista \| Ciclista \| Equipo \| Tiempo \| \| \| ------------------------- \| ------------------------- \| --------------------------- \| ------------------------- \| ------------------------- \| \| 1.º \| Rémy Di Gregorio \| Astana \| 5 h 46 min 23 s \| \| \| 2.º \| Samuel Sánchez \| Euskaltel-Euskadi \| + 5 s \| \| \| 3.º \| Rigoberto Urán \| Team Sky \| + 5 s \| \| \| 4.º \| Andreas Klöden \| Team RadioShack \| + 7 s \| \| \| 5.º \| Tony Martin \| HTC-Highroad \| + 7 s \| \| \| 6.º \| Rein Taaramäe \| Cofidis, le Crédit en Ligne \| + 7 s \| \| \| 7.º \| Janez Brajkovič \| Team RadioShack \| + 9 s \| \| \| 8.º \| Bradley Wiggins \| Team Sky \| + 9 s \| \| \| 9.º \| Xavi Tondo \| Movistar Team \| + 9 s \| \| \| 10.º \| Maxime Monfort \| Leopard-Trek \| + 11 s \| \| |                  |                             |                 |
| |                  |                             |                 |
| |                  |                             |                 |
| Clasificación de la etapa |                  |                             |                 |
| Ciclista | Ciclista         | Equipo                      | Tiempo          |
| 1.º | Rémy Di Gregorio | Astana                      | 5 h 46 min 23 s |
| 2.º | Samuel Sánchez   | Euskaltel-Euskadi           | + 5 s           |
| 3.º | Rigoberto Urán   | Team Sky                    | + 5 s           |
| 4.º | Andreas Klöden   | Team RadioShack             | + 7 s           |
| 5.º | Tony Martin      | HTC-Highroad                | + 7 s           |
| 6.º | Rein Taaramäe    | Cofidis, le Crédit en Ligne | + 7 s           |
| 7.º | Janez Brajkovič  | Team RadioShack             | + 9 s           |
| 8.º | Bradley Wiggins  | Team Sky                    | + 9 s           |
| 9.º | Xavi Tondo       | Movistar Team               | + 9 s           |
| 10.º | Maxime Monfort   | Leopard-Trek                | + 11 s          |

| \| Clasificación general \| Clasificación general \| Clasificación general \| Clasificación general \| Clasificación general \| \| Ciclista \| Ciclista \| Equipo \| Tiempo \| \| \| --------------------- \| ---------------------- \| --------------------------- \| --------------------- \| --------------------- \| \| 1.º \| Tony Martin \| HTC-Highroad \| 30 h 46 min 17 s \| \| \| 2.º \| Andreas Klöden \| Team RadioShack \| + 36 s \| \| \| 3.º \| Bradley Wiggins \| Team Sky \| + 41 s \| \| \| 4.º \| Rein Taaramäe \| Cofidis, le Crédit en Ligne \| + 1 min 10 s \| \| \| 5.º \| Jean-Christophe Péraud \| AG2R La Mondiale \| + 1 min 21 s \| \| \| 6.º \| Samuel Sánchez \| Euskaltel-Euskadi \| + 1 min 20 s \| \| \| 7.º \| Janez Brajkovič \| Team RadioShack \| + 1 min 34 s \| \| \| 8.º \| Levi Leipheimer \| Team RadioShack \| + 1 min 36 s \| \| \| 9.º \| Xavi Tondo \| Movistar Team \| + 1 min 53 s \| \| \| 10.º \| Bauke Mollema \| Rabobank \| + 2 min 04 s \| \| |                        |                             |                  |
| |                        |                             |                  |
| |                        |                             |                  |
| Clasificación general |                        |                             |                  |
| Ciclista | Ciclista               | Equipo                      | Tiempo           |
| 1.º | Tony Martin            | HTC-Highroad                | 30 h 46 min 17 s |
| 2.º | Andreas Klöden         | Team RadioShack             | + 36 s           |
| 3.º | Bradley Wiggins        | Team Sky                    | + 41 s           |
| 4.º | Rein Taaramäe          | Cofidis, le Crédit en Ligne | + 1 min 10 s     |
| 5.º | Jean-Christophe Péraud | AG2R La Mondiale            | + 1 min 21 s     |
| 6.º | Samuel Sánchez         | Euskaltel-Euskadi           | + 1 min 20 s     |
| 7.º | Janez Brajkovič        | Team RadioShack             | + 1 min 34 s     |
| 8.º | Levi Leipheimer        | Team RadioShack             | + 1 min 36 s     |
| 9.º | Xavi Tondo             | Movistar Team               | + 1 min 53 s     |
| 10.º | Bauke Mollema          | Rabobank                    | + 2 min 04 s     |

### Etapa 8
| Niza - Niza | etapa de media montaña | (124 km) |

| \| Clasificación de la etapa \| Clasificación de la etapa \| Clasificación de la etapa \| Clasificación de la etapa \| Clasificación de la etapa \| \| Ciclista \| Ciclista \| Equipo \| Tiempo \| \| \| ------------------------- \| ------------------------- \| --------------------------- \| ------------------------- \| ------------------------- \| \| 1.º \| Thomas Voeckler \| Team Europcar \| 3 h 15 min 58 s \| \| \| 2.º \| Diego Ulissi \| Lampre-ISD \| + 23 s \| \| \| 3.º \| Julien El Fares \| Cofidis, le Crédit en Ligne \| + 1 min 06 s \| \| \| 4.º \| Samuel Sánchez \| Euskaltel-Euskadi \| + 1 min 06 s \| \| \| 5.º \| David López García \| Movistar Team \| + 1 min 06 s \| \| \| 6.º \| Matteo Carrara \| Vacansoleil-DCM \| + 1 min 08 s \| \| \| 7.º \| Gorka Izagirre \| Euskaltel-Euskadi \| + 1 min 12 s \| \| \| 8.º \| José Joaquín Rojas \| Movistar Team \| + 1 min 22 s \| \| \| 9.º \| Simon Špilak \| Lampre-ISD \| + 1 min 22 s \| \| \| 10.º \| Tomas Vaitkus \| Astana \| + 1 min 22 s \| \| |                    |                             |                 |
| |                    |                             |                 |
| |                    |                             |                 |
| Clasificación de la etapa |                    |                             |                 |
| Ciclista | Ciclista           | Equipo                      | Tiempo          |
| 1.º | Thomas Voeckler    | Team Europcar               | 3 h 15 min 58 s |
| 2.º | Diego Ulissi       | Lampre-ISD                  | + 23 s          |
| 3.º | Julien El Fares    | Cofidis, le Crédit en Ligne | + 1 min 06 s    |
| 4.º | Samuel Sánchez     | Euskaltel-Euskadi           | + 1 min 06 s    |
| 5.º | David López García | Movistar Team               | + 1 min 06 s    |
| 6.º | Matteo Carrara     | Vacansoleil-DCM             | + 1 min 08 s    |
| 7.º | Gorka Izagirre     | Euskaltel-Euskadi           | + 1 min 12 s    |
| 8.º | José Joaquín Rojas | Movistar Team               | + 1 min 22 s    |
| 9.º | Simon Špilak       | Lampre-ISD                  | + 1 min 22 s    |
| 10.º | Tomas Vaitkus      | Astana                      | + 1 min 22 s    |

## Clasificaciones Finales

### Clasificación general
| \| Clasificación general \| Clasificación general \| Clasificación general \| Clasificación general \| Clasificación general \| \| Ciclista \| Ciclista \| Equipo \| Tiempo \| \| \| --------------------- \| ---------------------- \| --------------------------- \| --------------------- \| --------------------- \| \| 1.º \| Tony Martin \| HTC-Highroad \| 34 h 03 min 37 s \| \| \| 2.º \| Andreas Klöden \| Team RadioShack \| + 36 s \| \| \| 3.º \| Bradley Wiggins \| Team Sky \| + 41 s \| \| \| 4.º \| Rein Taaramäe \| Cofidis, le Crédit en Ligne \| + 1 min 10 s \| \| \| 5.º \| Samuel Sánchez \| Euskaltel-Euskadi \| + 1 min 13 s \| \| \| 6.º \| Jean-Christophe Péraud \| AG2R La Mondiale \| + 1 min 24 s \| \| \| 7.º \| Janez Brajkovič \| Team RadioShack \| + 1 min 34 s \| \| \| 8.º \| Levi Leipheimer \| Team RadioShack \| + 1 min 36 s \| \| \| 9.º \| Bauke Mollema \| Rabobank \| + 2 min 04 s \| \| \| 10.º \| Maxime Monfort \| Leopard-Trek \| + 2 min 26 s \| \| |                        |                             |                  |
| |                        |                             |                  |
| Fuente: ProCyclingStats |                        |                             |                  |
| Clasificación general |                        |                             |                  |
| Ciclista | Ciclista               | Equipo                      | Tiempo           |
| 1.º | Tony Martin            | HTC-Highroad                | 34 h 03 min 37 s |
| 2.º | Andreas Klöden         | Team RadioShack             | + 36 s           |
| 3.º | Bradley Wiggins        | Team Sky                    | + 41 s           |
| 4.º | Rein Taaramäe          | Cofidis, le Crédit en Ligne | + 1 min 10 s     |
| 5.º | Samuel Sánchez         | Euskaltel-Euskadi           | + 1 min 13 s     |
| 6.º | Jean-Christophe Péraud | AG2R La Mondiale            | + 1 min 24 s     |
| 7.º | Janez Brajkovič        | Team RadioShack             | + 1 min 34 s     |
| 8.º | Levi Leipheimer        | Team RadioShack             | + 1 min 36 s     |
| 9.º | Bauke Mollema          | Rabobank                    | + 2 min 04 s     |
| 10.º | Maxime Monfort         | Leopard-Trek                | + 2 min 26 s     |

### Clasificación por puntos
| Clasificación por puntos | Clasificación por puntos | Clasificación por puntos    | Clasificación por puntos | Clasificación por puntos |
| Ciclista                 | Ciclista                 | Equipo                      | Puntos                   |                          |
| ------------------------ | ------------------------ | --------------------------- | ------------------------ | ------------------------ |
| 1.º                      | Heinrich Haussler        | Garmin-Cervélo              | 84 pts                   |                          |
| 2.º                      | Andreas Klöden           | Team RadioShack             | 70 pts                   |                          |
| 3.º                      | Samuel Sánchez           | Euskaltel-Euskadi           | 67 pts                   |                          |
| 4.º                      | Tony Martin              | HTC-Highroad                | 64 pts                   |                          |
| 5.º                      | Thomas de Gendt          | Vacansoleil-DCM             | 61 pts                   |                          |
| 6.º                      | Thomas Voeckler          | Team Europcar               | 56 pts                   |                          |
| 7.º                      | Matthew Goss             | HTC-Highroad                | 55 pts                   |                          |
| 8.º                      | José Joaquín Rojas       | Movistar Team               | 54 pts                   |                          |
| 9.º                      | Rein Taaramäe            | Cofidis, le Crédit en Ligne | 47 pts                   |                          |
| 10.º                     | Bradley Wiggins          | Team Sky                    | 46 pts                   |                          |

### Clasificación de la montaña
| Clasificación de la montaña | Clasificación de la montaña | Clasificación de la montaña | Clasificación de la montaña | Clasificación de la montaña |
| Ciclista                    | Ciclista                    | Equipo                      | Puntos                      |                             |
| --------------------------- | --------------------------- | --------------------------- | --------------------------- | --------------------------- |
| 1.º                         | Rémi Pauriol                | FDJ                         | 56 pts                      |                             |
| 2.º                         | Thomas Voeckler             | Team Europcar               | 29 pts                      |                             |
| 3.º                         | David López García          | Movistar Team               | 28 pts                      |                             |
| 4.º                         | Éric Berthou                | Bretagne-Schuller           | 27 pts                      |                             |
| 5.º                         | Diego Ulissi                | Lampre-ISD                  | 21 pts                      |                             |
| 6.º                         | Rémy Di Gregorio            | Astana                      | 21 pts                      |                             |
| 7.º                         | Karsten Kroon               | BMC Racing Team             | 21 pts                      |                             |
| 8.º                         | Hubert Dupont               | AG2R La Mondiale            | 18 pts                      |                             |
| 9.º                         | Matteo Carrara              | Vacansoleil-DCM             | 17 pts                      |                             |
| 10.º                        | Thomas de Gendt             | Vacansoleil-DCM             | 15 pts                      |                             |

### Clasificación de los jóvenes
| Clasificación del mejor joven | Clasificación del mejor joven | Clasificación del mejor joven | Clasificación del mejor joven | Clasificación del mejor joven |
| Ciclista                      | Ciclista                      | Equipo                        | Tiempo                        |                               |
| ----------------------------- | ----------------------------- | ----------------------------- | ----------------------------- | ----------------------------- |
| 1.º                           | Rein Taaramäe                 | Cofidis, le Crédit en Ligne   | 34 h 04 min 47 s              |                               |
| 2.º                           | Bauke Mollema                 | Rabobank                      | + 54 s                        |                               |
| 3.º                           | Simon Špilak                  | Lampre-ISD                    | + 2 min 14 s                  |                               |
| 4.º                           | Blel Kadri                    | AG2R La Mondiale              | + 5 min 09 s                  |                               |
| 5.º                           | Roman Kreuziger               | Astana                        | + 6 min 00 s                  |                               |
| 6.º                           | Diego Ulissi                  | Lampre-ISD                    | + 7 min 04 s                  |                               |
| 7.º                           | Rigoberto Urán                | Team Sky                      | + 15 min 18 s                 |                               |
| 8.º                           | Tejay van Garderen            | HTC-Highroad                  | + 17 min 50 s                 |                               |
| 9.º                           | Thomas de Gendt               | Vacansoleil-DCM               | + 25 min 25 s                 |                               |
| 10.º                          | Arnold Jeannesson             | FDJ                           | + 25 min 35 s                 |                               |

### Clasificación por equipos
| Clasificación por equipos | Clasificación por equipos | Clasificación por equipos | Clasificación por equipos |
| Equipo                    | Equipo                    | Tiempo                    |                           |
| ------------------------- | ------------------------- | ------------------------- | ------------------------- |
| 1.º                       | Team RadioShack           | 102 h 14 min 47 s         |                           |
| 2.º                       | Sky ProCycling            | + 3 min 04 s              |                           |
| 3.º                       | Movistar Team             | + 9 min 37 s              |                           |
| 4.º                       | Astana                    | + 14 min 25 s             |                           |
| 5.º                       | HTC-Highroad              | + 14 min 31 s             |                           |

## Evolución de las clasificaciones
| Etapa (Vencedor)             | Clasificación general | Clasificación por puntos | Clasificación de la montaña | Clasificación de los jóvenes | Clasificación por equipos |
| ---------------------------- | --------------------- | ------------------------ | --------------------------- | ---------------------------- | ------------------------- |
| 1ª etapa (Thomas De Gendt)   | Thomas De Gendt       | Thomas De Gendt          | Damien Gaudin               | Thomas De Gendt              | Vacansoleil-DCM           |
| 2ª etapa (Greg Henderson)    | Thomas De Gendt       | Greg Henderson           | Damien Gaudin               | Thomas De Gendt              | Vacansoleil-DCM           |
| 3ª etapa (Matthew Goss)      | Matthew Goss          | Heinrich Haussler        | Jussi Veikkanen             | Matthew Goss                 | Vacansoleil-DCM           |
| 4ª etapa (Thomas Voeckler)   | Thomas De Gendt       | Heinrich Haussler        | Rémi Pauriol                | Thomas De Gendt              | Vacansoleil-DCM           |
| 5ª etapa (Andreas Klöden)    | Andreas Klöden        | Heinrich Haussler        | Rémi Pauriol                | Robert Kiserlovski           | RadioShack                |
| 6ª etapa (CRI) (Tony Martin) | Tony Martin           | Heinrich Haussler        | Rémi Pauriol                | Rein Taaramäe                | RadioShack                |
| 7ª etapa (Rémy Di Gregorio)  | Tony Martin           | Heinrich Haussler        | Rémi Pauriol                | Rein Taaramäe                | RadioShack                |
| 8ª etapa (Thomas Voeckler)   | Tony Martin           | Heinrich Haussler        | Rémi Pauriol                | Rein Taaramäe                | RadioShack                |
| Final                        | Tony Martin           | Heinrich Haussler        | Rémi Pauriol                | Rein Taaramäe                | RadioShack                |